# Dzielnik zera
Dzielnik zera – element {\displaystyle a} pierścienia taki, dla którego istnieje niezerowy element {\displaystyle b} spełniający {\displaystyle ab=0}.
W nietrywialnym pierścieniu, czyli takim, w którym {\displaystyle 1\neq 0,} dzielnikiem zera jest zero tego pierścienia; jeżeli istnieje dzielnik zera różny od zera, to nazywamy go właściwym dzielnikiem zera. Nietrywialny pierścień przemienny z jedynką, w którym brak właściwych dzielników zera, nazywamy dziedziną całkowitości. Dziedziną całkowitości jest np. pierścień liczb całkowitych, jak i każde ciało.

## Własności
- Zbiór dzielników zera pierścienia {\displaystyle A,} w którym istnieją właściwe dzielniki zera, jest sumą mnogościową ideałów pierwszych.

Dowód Niech {\displaystyle a\in A} będzie dowolnym dzielnikiem właściwym. Zauważamy najpierw, że ideał główny {\displaystyle (a)} generowany przez {\displaystyle a} jest zawarty w zbiorze dzielników zera, czyli rodzina ideałów składających się z dzielników zera jest niepusta. W rodzinie tej uporządkowanej relacją inkluzji istnieje (na podstawie lematu Kuratowskiego-Zorna) ideał maksymalny {\displaystyle {\mathcal {M}},} którego elementami są dzielniki zera, i zawierający ideał główny {\displaystyle (a).} Ponieważ {\displaystyle {\mathcal {M}}} jest ideałem maksymalnym, jest także ideałem pierwszym (patrz własności).
- Dzielnik zera nie może być elementem odwracalnym.

Dowód: Gdyby dla elementu {\displaystyle a} istniały elementy {\displaystyle b\neq 0} i {\displaystyle c} takie, że {\displaystyle ab=0,} {\displaystyle ac=ca=1,} to:
{\displaystyle b=1\cdot b=(ca)b=c(ab)=c\cdot 0=0}
wbrew założeniu.

## Przykłady
- W pierścieniu {\displaystyle \mathbb {Z} _{6}} właściwymi dzielnikami zera są {\displaystyle 2} i {\displaystyle 3,} bowiem {\displaystyle 2\cdot 3=0;}
- W pierścieniu liczb dualnych właściwym dzielnikiem zera jest {\displaystyle (0,1),} bowiem {\displaystyle (0,1)\cdot (0,1)=(0,0);}
- W pierścieniu liczb podwójnych dzielnikami zera są {\displaystyle (2,2)} i {\displaystyle (3,-3),} bowiem {\displaystyle (2,2)\cdot (3,-3)=(0,0);}
- W pierścieniu macierzy kwadratowych stopnia 2 dzielnikiem zera jest np. macierz osobliwa {\displaystyle {\begin{pmatrix}1&1\\2&2\end{pmatrix}}} ponieważ {\displaystyle {\begin{pmatrix}1&1\\2&2\end{pmatrix}}\cdot {\begin{pmatrix}1&1\\-1&-1\end{pmatrix}}={\begin{pmatrix}0&0\\0&0\end{pmatrix}}.}